# Casa Selvas
Casa Selvas és un monument del municipi de Sabadell (Vallès Occidental) protegit com a bé cultural d'interès local.

## Descripció
El conjunt està format per dos cossos laterals units per un cos central d'una sola planta. Malgrat la diferència d'època en l'edificació s'ha mantingut una unitat estètica en el parament dels murs.
L'edificació està formada per l'habitatge situat al pis, i el magatzem que es troba a la planta baixa. En l'organització de l'ornamentació s'ha mantingut un gust per la utilització d'elements de filiació classicista estructurats a partir del treball amb estuc que organitza el mur en dues parts, el sòcol diferenciat per una petita cornisa, i el mur de la planta i el pis que són tractats en sentit unitari dibuixant grans carreus que separen les finestres en sentit vertical a manera de mòduls. Pel coronament de la façana s'utilitzen grans balustrades sostingudes per una cornisa. Les obertures es troben emmarcades per elements d'ordre clàssic que és la tònica dominant de l'edifici: mènsula, timpans, etc.

## Història
L'edifici va conservar l'ús pel qual fou pensat, habitatge al pis i magatzem a la planta. A la zona del magatzem s'ha allotjat una part de les instal·lacions de la Mútua Sabadellenca. Amb el pas del temps han desaparegut alguns elements del conjunt: la balustrada que coronava la façana d'una part de l'habitatge i la terrassa central.